# Arvid Wachtmeister (1924–2004)
Arvid Fredrik Woldemar Wachtmeister, född 24 maj 1924 i Stockholm, död 11 maj 2004 i Nyköpings Alla Helgona församling med Svärta församling i Södermanlands län, var en svensk greve och godsägare.

## Biografi
Wachtmeister var son till överste, greve Carl Wachtmeister (1869–1941) och Jutta von Nolcken (1893-1933). Han tog studentexamen i Sigtuna 1943, reservofficersexamen 1947 och blev löjtnant i trängtruppernas reserv 1953. Wachtmeister var ägare och brukare av Christineholms gods i Nyköpings kommun. Han var styrelseledamot i AB Gusta stenförädlingsverk, Nya marmorbruks AB och revisor i Mjölkcentralen.
År 1971 tillträde Wachtmeister ordförandeposten inom Arla. Två år tidigare hade han valts in i styrelsen. Wachtmeister satt kvar som ordförande fram till 1989. Under sin ordförandetid var han också styrelseledamot i Svenska Mejeriernas Riksförening. År 1975 blev han ledamot av Kungliga Skogs- och Lantbruksakademien.
Wachtmeister gifte sig 1951 med Marianne Kinch (född 1928), dotter till ryttmästaren Claes Kinch och Dagmar Frisell. Han var far till Carl (född 1952), Rutger (född 1954) och Madeleine (född 1958).

## Utmärkelser
- Carl Utterström-medaljen[2]